# Cinque preludi per chitarra
I 5 preludi (numero d'opera W419) sono dei brani per chitarra sola del compositore brasiliano Heitor Villa-Lobos. Composti nel 1940, erano originariamente in numero di sei, ma il sesto preludio andò misteriosamente perduto prima della pubblicazione. La prima esecuzione in pubblico risale al dicembre 1943, durante un'esibizione di Abel Carlevaro a Montevideo. I 5 preludi sono considerati fra i brani più rappresentativi del compositore, e fanno sistematicamente parte (in particolare i preludi n°1 e n°5) del repertorio chitarristico dei più grandi esecutori.
Ognuno dei preludi presenta una peculiare struttura compositiva, e riportano una differente dedica ("homage") ciascuno:
- Preludio 1 in Mi minore - Homenagem ao sertanejo brasileiro
- Preludio 2 in Mi maggiore - Homenagem ao Malandro Carioca
- Preludio 3 in La minore - Homenagem a Bach
- Preludio 4 in Mi minore - Homenagem ao Indio Brasileiro
- Preludio 5 in Re maggiore - Homenagem a vida social - «Aos rapazinhos e mocinhas fresquinhos que frequentam os concertos os teatros no Rio»